# Hartford (Alabama)
Hartford is een plaats (city) in de Amerikaanse staat Alabama, en valt bestuurlijk gezien onder Geneva County.

## Demografie
Bij de volkstelling in 2000 werd het aantal inwoners vastgesteld op 2369.
In 2006 is het aantal inwoners door het United States Census Bureau geschat op 2397, een stijging van 28 (1,2%).

## Geografie
Volgens het United States Census Bureau beslaat de plaats een oppervlakte van
16,1 km², geheel bestaande uit land. Hartford ligt op ongeveer 51 m boven zeeniveau.

## Plaatsen in de nabije omgeving
De onderstaande figuur toont de plaatsen in een straal van 16 km rond Hartford.